# Бернхардин II фон Херберщайн
Бернхардин II фон Херберщайн (на немски: Bernhardin II von Herberstein; * 1566; † 30 юли 1624, Фрайбург) е австрийски благородник, имперски фрайхер на Херберщайн-Нойберг и Гутенхаг, господар на господствата Херберщайн, Райфенщайн и Кремс в Австрия. Той е кемерер и наследствен трушсес в Херцогство Каринтия.
Поддържан е особено от ерцхерцог Фердинанд II Австрийски, по-късният император Фердинанд II (* 1587; † 1637), който го прави таен съветник и императорски главен дворцов маршал. Той също е много уважаван от херцогиня Мария Анна Баварска, съпругата на Фердинанд. Той е родител на още съществуващата линия в Щирия.

## Живот
Той е шестият син (от 22 деца) на фрайхер Георг II фон Херберщайн (1529 – 1586) и съпругата му Барбара Шиндел фон Дромсдорф от Силезия († ок. 1575).
Бернхардин II наследява баща си през 1586 г., понеже по-големите му братя умират млади. От 1595 г. Бернхардин служи при ерцхерцог Фердинанд II, регентът на Вътрешна Австрия и Щирия. Той е любимец на Фердинад и майка му Мария.
Бернхардин умира на 30 юли 1624 г. във Фрайбург и е погребан във францисканския манастир „Мария Ланковиц“ в Западна Щирия. Децата му са издигнати през 1644 г. на имперски граф и фрайхерен на Нойберг и Гутенхаг.

## Фамилия
Първи брак: на 25 януари 1592 г. с Мария Констанца Фугер (* 2 юли 1568; † 22 март 1594), дъщеря на хуманиста граф Йохан Якоб Фугер фон Кирхберг и Вайсенхорн (1516 – 1575) и втората му съпруга Сидония фон Колау-Ватцлер († 1573). Те имат две деца:
- Йохан Вилхелм фон Херберщайн († 1659)
- Мария Рената фон Херберщайн, омъжена I. на 29 май 1589 г. за Карл фон Шратенбах († 26 февруари 1612, Грац), фрайхер на Хегенберг, II. 1625 г. за фрайхер Йохан Албрехт фон Херберщайн.

Втори брак: март 1596 г. в Мюнхен с контеса Маргарита ди Валмарана от Виченца (* ок. 1580; † 24 април 1644, Грац), дъщеря на граф Леонардо ди Валмарана и Елизабетта ди Порто. Те имат децата:
- Йохан/Ханс Максимилиан фон Херберщайн (* 1601; † 19 май 1679, Грац), от 1644 имперски граф на Херберщайн фрайхер на Нойбург и Гутенхаг, женен I. за фрайин Елеонора фон Бройнер, II. за Сузана Галер фон Швамберг
- Йохан Карл фон Херберщайн, духовник в бенедиктинския манастир „Св. Ламбрехт“ в Щирия
- Йохан Фердинанд фон Херберщайн (* 1605; † 22 януари 1673), теолог, на 20 години става йезуит, др. и професор по теолоия и каноническо право, ректор на колежа в Грац
- Йохан Бернхард фон Херберщайн († 1636), домхер в Залцбург и Пасау
- Йохан Георг фон Херберщайн, кемерер и главен сребърен кемерер на император Фердинанд III, полковник, командант в Триест и накрая дворцов военен съветник
- Мария фон Херберщайн
- Мария Елизабет фон Херберщайн-Нойбург (* ок. 1600; † 1651), омъжена на 22 февруари 1626 г. в Грац за Йохан Зигмунд Ваген от 1625 г. имперски граф фон Вагеншперг (* 18 януари 1574; † 28 ноември 1640), от 1 юни 1602 г. фрайхер на Шьонщайн и Прагвалд, от 1619 г. маршал в Каринтия, от 2 декември 1622 г. гсподар на Занег, от 29 септември 1625 г. имперски граф на Вагеншперг, императорски таен съветник и кемерер, управител, президент на дворцовата камера и щатхалтер
- 4 деца († млади)

Като вдовица фрайин Маргарита фон Херберщайн става главна дворцова майсторка на ерцхерцогиня Констанца Австрийска (* 1588; † 1631), която като съпруга на полския крал Сигизмунд III Васа (1587 – 1632), е от 1605 до 1621 г. кралица на Полша. От 1638 г. тя е главна дворцова майсторка на императрица Елеонора Гонзага (1598 – 1655), вдовицата на император Фердинанд II (1578 – 1637).